# جيم إيدي
جيم إيدي (بالإنجليزية: Jim Eddy)‏ هو مدرب رياضي أمريكي، ولد في 2 مايو 1936 في مقاطعة ماكونتوش في الولايات المتحدة، وتوفي في 27 أكتوبر 2016 بسبب مرض آلزهايمر.